# Чотиригранник

Модель тетраедра

Чотиригра́нник, тетра́едр, трику́тна пірамі́да — многогранник із чотирма вершинами, і з чотирма трикутними гранями, кожна вершина якого утворена трьома гранями, що утворюють тригранний кут.
У чотиригранника є 4 грані, 4 вершини і 6 ребер. Завжди є два ребра які не мають спільних вершин і не дотикаються. Паралельні площини, що проходять через ребра які не дотикаються, визначають паралелепіпед, що описаний навколо тетраедра.
Відрізок, що сполучає вершину (тригранний кут) чотиригранника з центром протилежної грані (точкою перетину медіан протилежної грані), називається медіаною чотиригранника. Відрізок, який сполучає середини ребер чотиригранника, що не дотикаються, називається бімедіаною, що сполучає дані ребра. Відрізок (перпендикуляр), що сполучає вершину чотиригранника з точкою протилежної грані і перпендикулярний цій грані, називається його висотою, опущеною з даної вершини.

## Властивість
Всі медіани і бімедіани чотиригранника перетинаються в одній точці. Ця точка ділить медіани у відношенні 3:1, міряючи від вершини, а бімедіани — навпіл.

## Види тетраедрів
Виділяють:
- рівногранний тетраедр, у якого всі грані — рівні між собою трикутники;
- ортоцентричний тетраедр, у якого всі висоти, опущені з вершин на протилежні грані, перетинаються в одній точці;
- прямокутний тетраедр, у якого всі ребра, прилеглі до однієї з вершин, перпендикулярні між собою;
- правильний тетраедр, у якого всі чотири грані — рівносторонні трикутники.

## Об'єм
Об'єм чотиригранника (з урахуванням знаку), вершини якого знаходяться в точках {\displaystyle ~\mathbf {r} _{1}(x_{1},y_{1},z_{1})},
{\displaystyle ~\mathbf {r} _{2}(x_{2},y_{2},z_{2})}, {\displaystyle ~\mathbf {r} _{3}(x_{3},y_{3},z_{3})},
{\displaystyle ~\mathbf {r} _{4}(x_{4},y_{4},z_{4})}, дорівнює
{\displaystyle ~V={\frac {1}{6}}{\begin{vmatrix}1&x_{1}&y_{1}&z_{1}\\1&x_{2}&y_{2}&z_{2}\\1&x_{3}&y_{3}&z_{3}\\1&x_{4}&y_{4}&z_{4}\end{vmatrix}}}